# Technique d'activation et de relaxation
 (octobre 2018).
Si vous disposez d'ouvrages ou d'articles de référence ou si vous connaissez des sites web de qualité traitant du thème abordé ici, merci de compléter l'article en donnant les références utiles à sa vérifiabilité et en les liant à la section « Notes et références ».
 (octobre 2018).
La technique d'activation et de relaxation (ART) est une méthode numérique permettant de trouver des chemins de diffusion dans des systèmes d'atomes. 
Elle est notamment la première méthode numérique à être capable de trouver des chemins de transition pour de grands systèmes, soit des systèmes composés de centaines ou de milliers d'atomes. Cette méthode a été créée en 1996 par Gerard T. Berkema et Normand Mousseau et est utilisée en physique, en chimie et en science des matériaux. Depuis son apparition, la méthode a été incorporée dans plusieurs autres algorithmes notamment des méthodes Monte-Carlo cinétique et se maintient parmi les meilleures méthodes servant à trouver des chemins de diffusion.

## Fonctionnement général
Un système physique peut être décrit par un ensemble de paramètres dans son espace des configurations. Or, à basse température, les seuls point qui sont occupés dans l'espace des configurations sont ceux qui résultent en des minimums globaux ou locaux de l'énergie ou ceux se trouvant près de ceux-ci. La technique d'Activation et de Relaxation cherche des chemins de diffusion pour passer d'un minimum à un autre. Plus précisément, la méthode cherche des points de selle dans sur la surface énergétique du système reliant deux configuration près d'un minimum d'énergie. Ce faisant, trouver un chemin de diffusion est réduit à trouver un point de selle et ainsi une grande partie des configurations possibles du système peuvent être ignorées. Pour arriver à ce résultat, l'algorithme fonctionne en deux grandes étapes: l'activation et la relaxation.

### Activation
La première partie clé de l'algorithme consiste en une activation du système, c'est-à-dire un déplacement du système hors de son minimum d'énergie. Pour ce faire, l'algorithme sélectionne un atome au hasard afin de le déplacer dans une direction aléatoire. Ce faisant, l'atome qui était dans une position d'équilibre et qui n'avait pas de force nette sur lui en ressent maintenant une dans au moins un direction. La configuration est par la suite poussée vers le point de selle le plus près par l'application itérative de {\displaystyle {\vec {G}}}une force redéfinie.
{\displaystyle {\vec {G}}={\vec {F}}-(1-\alpha )({\vec {F}}\cdot \Delta {\hat {X}})\Delta {\hat {X}}}
Où {\displaystyle {\vec {F}}}est le vecteur de force, {\displaystyle \alpha }est une valeur positive et {\displaystyle \Delta {\hat {X}}}est le vecteur pointant du minimum initial à la configuration actuelle du système. Il est important de remarquer que {\displaystyle {\vec {F}}} et {\displaystyle \Delta {\hat {X}}}sont des vecteurs à 3N composantes où N est le nombre d'atomes dans le système. De plus, les forces sont calculées à l'aide de potentiels empiriques ou ab initio. Au point de selle, les forces {\displaystyle {\vec {G}}}et {\displaystyle {\vec {F}}} sont nulles et l'algorithme arrête l'itération.

### Relaxation
Une fois le système arrivé à un point de selle, l'algorithme pousse la configuration une fois de plus dans la dernière direction enregistrée de {\displaystyle {\vec {G}}}la force redéfinie. Puis, l'algorithme minimise les forces sur les atomes en laissant la configuration itérativement glisser le long de la surface d'énergie jusqu'à un minimum en énergie ou jusqu'à ce que la variation d'énergie soit sous un certain seuil. Pour faire glisser la configuration jusqu'à un minimum, l'algorithme alterne entre un calcul de force sur tous les atomes et un déplacement des atomes par une petite distance dans la direction de la force.